# نزوة عربية
نزوة عربية (بالإسبانية: Capricho árabe) هي معزوفة موسيقية للقيثارة الكلاسيكية ألفها الملحن الإسباني فرانسيسكو تاريغا عام 1892.
عزفها عازفو القيثارة الكلاسيكية مرات لا تحصى.
خلال جنازة تاريغا ودفنه يوم 20 ديسمبر عام 1915، بمدينة كاستيون دي لا بلانا، وقفت ثلاث فرق موسيقية حول تابوت المؤلف وعزفوا «نزوة عربية» بصورة مهيبة. ذكرها الحاضرين كواحدة من أكثر اللحظات العاطفية في حياتهم.
قام عازف الكمان الإيطالي ماركو ميسياجنا بترتيب ونشر هذه القطعة للفيولا المنفردة ، وأداها في حفلاته الموسيقية.